# Ливен, Доминик
Доминик Ли́вен (англ. Dominic Lieven; род. 19 января 1952, Сингапур) — британский историк из рода Ливенов, специалист по истории России. Старший брат Анатоля Ливена.
Член Британской академии (2001), иностранный член Российской академии наук (2019).

## Биография
В 1973 году окончил Кембриджский университет, первым в своём выпуске. Позже получил стипендию Кеннеди в Гарвардском университете, а после защиты докторской диссертации стал лектором в Лондонской школе экономики Департамента государственного управления, где он в настоящее время занимает должность профессора российского государственного управления.
Он также приглашался читать лекции в Токийский и Гарвардский университеты, был стипендиатом фонда им. Гумбольдта в Гёттингене и Мюнхене. Ливен является специалистом по вопросам сравнительной истории империй, проблемам политической стабильности на периферии Европы в 1860—1939 годах и участию России в наполеоновских войнах.

## Мнения
Отмечал, что «историки в Советском Союзе находились под постоянным и суровым прессингом власти, поэтому вдвойне удивительно, как много хороших работ было там написано».
Вторжение России на Украину
Считает российское вторжение на Украину запоздалой местью советских спецслужб за развал СССР:
После 1945 года СССР, как империя, начал переживать упадок. В настоящее время мы испытываем последствия его распада. Было настоящим чудом, что СССР распался без кровопролития и то, что огромный аппарат госбезопасности между 1985 и 1991 годами ничего не сделал для сохранения империи. Вторжение на Украину [в 2022 году] стало запоздалой местью советских спецслужб за 30 лет поражений, отступление и унижений.  
Оригинальный текст (англ.)After 1945, the Soviet Union was the surviving empire. Now we are living with the consequences of its collapse. It was a miracle that this empire, with its bloodstained history and its massive security apparatus, disintegrated between 1985 and 1991 with barely a shot fired in its defence. The invasion of Ukraine is the belated revenge of the old Soviet security apparatus for what it sees as 30 years of humiliation, retreat and defeat.

## Награды и премии
- Орден Дружбы (15 ноября 2013 года, Россия) — за большой вклад в сохранение и популяризацию культурного и исторического наследия России за рубежом[5].
- 16 октября 2018 года Доминик Ливен стал лауреатом премии Международного дискуссионного клуба Валдай[6].

## Основные работы
- 1983. Russia and the Origins of the First World War, Macmillan. («Россия и причины Первой мировой войны»)
- 1989. Russia’s Rulers under the Old Regime, Yale University Press.
- 1992. The Aristocracy in Europe 1815/1914, Macmillan / Columbia University Press.
- 1993. Nicholas II, John Murray / St. Martin’s Press.
- 2000. Empire. The Russian Empire and its Rivals, John Murray[англ.] / Yale University Press. («Российская империя и её враги», Москва, 2007)
- После империи. Афанасьев Ю., Гайдар Е., Гавров С., Иноземцев B., Ливен Д., Паин Э., Пелипенко А., Урнов М., Филиппов А., Ясин Е. — М.: Либеральная миссия, 2007. — 224 с. ISBN 978-59-03135-01-1.
- Кембриджская история России. Vol. 2: Imperial Russia, 1689—1917 = Императорская Россия, 1689—1917 / Ed. by D. Lieven. — Cambridge: CUP, 2006. — xxviii + 765 p. — ISBN 978-0-521-81529-1.